# Bandırma
Bandırma è una città della Provincia di Balıkesir, in Turchia.

## Sport
A Bandirma ha sede la squadra di Pallacanestro Banvit Basketbol Kulübü.